# Murchison (Nowa Zelandia)
Murchison – miejscowość o charakterze ośrodka wiejskiego (ang. rural center) w Nowej Zelandii, w regionie Tasman, w północnej części Wyspy Południowej. Według spisu ludności z 5 marca 2013 roku miejscowość zamieszkiwało 489 osób. 
Przez Murchison prepływa rzeka Buller. Na północ położony jest Park Narodowy Kahurangi, natomiast na południowy wschód Park Narodowy Nelson Lakes. Przez miejscowość przebiega droga New Zealand State Highway 6, łącząca Nelson z zachodnim wybrzeżem wyspy. 
17 czerwca 1929 roku o godzinie 10:17 rano północną część Wyspy Południowej nawiedziło trzęsienie ziemi o magnitudzie 7,8. Było ono odczuwalne w całej Nowej Zelandii. W jego wyniku ucierpiały miasta Nelson, Westport czy Greymouth, jednak największe szkody zostały wyrządzone w regionie miasteczka Murchison, gdzie grunt przesunął się w górę aż do 4,5 metra wzdłuż uskoku.